# فرجينيا هاميلتون
فرجينيا هاميلتون (بالإنجليزية: Virginia Hamilton)‏‏ (12 مارس 1934 في يلو سبرينغز - 19 فبراير 2002 في دايتون، أوهايو) كاتِبة، وروائية، وكاتبة للأطفال من الولايات المتحدة.

## الجوائز
- جائزة هانس كريستيان أندرسن
- زمالة ماك آرثر
- جائزة نيوبري
- جائزة إدغار
- جائزة هانس كريستيان أندرسن
- قاعة مشاهير نساء أوهايو  [لغات أخرى]‏
- Gustav-Heinemann-Friedenspreis für Kinder- und Jugendbücher  [لغات أخرى]‏
- جائزة أدب الأطفال للتراث [الإنجليزية]‏

## روابط خارجية
- فرجينيا هاميلتون على موقع IMDb (الإنجليزية)
- فرجينيا هاميلتون على موقع قاعدة بيانات الفيلم (الإنجليزية)